# 山口東一
山口 東一（やまぐち とういち、1941年12月15日 - ）は、日本の元陸上競技選手。専門は中距離走。

## 経歴
1964年東京オリンピックに1500メートル競走で出場した 。
中央大学で2年次（第43回）と4年次（第45回）に、箱根駅伝に出場した。